# Felix Nussbaum Haus
La Felix Nussbaum Haus è un museo di Osnabrück, in Germania, che ospita i dipinti del pittore ebreo-tedesco Felix Nussbaum. L'edificio ospita anche uno spazio espositivo, che si concentra sul razzismo e l'intolleranza religiosa, è stato disegnato dall'architetto Daniel Libeskind.